# Песняк, Виталий Иванович
Виталий Иванович Песняк (род. 16 января 1961, Барановичи, Брестская область) — советский самбист и дзюдоист, обладатель Кубка мира по самбо, чемпион СССР и Европы дзюдо, призёр чемпионата мира по дзюдо, заслуженный мастер спорта СССР (1984). Занимал пост председателя Белорусской федерации дзюдо.

## Биография
На формирование Виталия Песняка, как спортсмена, повлиял тренер Анатолий Алексеевич Хмелев. Когда Виталий Песняк начал заниматься дзюдо, вместо самбо, прошло три года, пока он достиг нужного уровня и ему помог Анатолий Алексеевич Хмелев. Он позволял спортсмену раскрываться и демонстрировать свои способности, смог попасть на юниорское первенство Европы и выиграть на нем в своей весовой категории.
Член сборной команды СССР 1983-1988 годов. В 1988 году оставил большой спорт.
Окончил Белорусский государственный институт народного хозяйства. Был председателем Белорусской федерации дзюдо.

## Спортивные результаты

### Дзюдо
- Первенство Европы по дзюдо 1980 года. Лиссабон (Португалия) — ;
- Чемпионат СССР по дзюдо 1982 года — ;
- Чемпионат СССР по дзюдо 1983 года — ;
- Кубок мира по дзюдо 1984 года. Вена (Австрия) — ;
- Чемпионат СССР по дзюдо 1984 года — ;
- Чемпионат СССР по дзюдо 1985 года — ;
- Командный чемпионат Европы по дзюдо 1985 года. Брюссель (Бельгия) — ;
- Чемпионат СССР по дзюдо 1986 года — ;
- Кубок мира по дзюдо 1986 года. Вена (Австрия) — ;
- Чемпионат СССР по дзюдо 1988 года — ;

### Самбо
- Первенство мира по самбо 1979 года. Мадрид (Испания) — ;
- Борьба самбо на летней Спартакиаде народов СССР 1979 года — ;
- Кубок мира по самбо 1980 года. Мадрид (Испания) — ;
- Чемпионат СССР по самбо 1980 года — ;
- VIII летняя Спартакиада народов СССР 1983 года — [4];